# Jikke Zijlstra
Jikke Zijlstra is een Nederlandse journalist, multimediale redacteur en columnist.
Na haar middelbareschoolopleiding (1986–1991) aan de Scholengemeenschap Vincent van Gogh in Assen behaalde ze in 1999 haar master aan de Rijksuniversiteit Groningen.
Vanaf 1995 werkte ze tot 1999 als verslaggever voor het ANP in de omgeving van Groningen. In december van dat jaar werd zij reisjournalist voor het Algemeen Dagblad en werkte enkele maanden voor het Dagblad van het Noorden. In de jaren daarna werkte zij als freelancer voor bladen als Algemeen Dagblad, Elsevier, Columbus Magazine en de Leeuwarder Courant.
Van 2006 tot 2018 werkte Zijlstra als redacteur bij het Actualiteitenteam op de Binnenlandredactie van de NOS. 
Sinds 2019 is zij redacteur voor de EO-televisieprogramma’s als Adieu God? en De Kist. Daarnaast schrijft zij columns voor het Dagblad van het Noorden en Leeuwarder Courant.

## Tegel
Nadat ze op Marktplaats een advertentie had gezien van iemand die schooldiploma’s kon namaken nam ze met collega Martijn Bink de proef op de som en liet zo’n vals diploma maken. Met beelden van de overhandiging, de betaling en opnames van de gesprekken werd aangifte gedaan tegen de fraudeur. De reportage voor het NOS Journaal en het NOS Radio 1 Journaal over fraude met diploma’s leverde hen in 2006 de journalistenprijs De Tegel op in de categorie TV en Radio.